# Flaccia oediceras
Flaccia oediceras är en insektsart som beskrevs av Ronald Gordon Fennah 1950. Flaccia oediceras ingår i släktet Flaccia och familjen Derbidae. Inga underarter finns listade i Catalogue of Life.